# Franciszek Biedrzycki

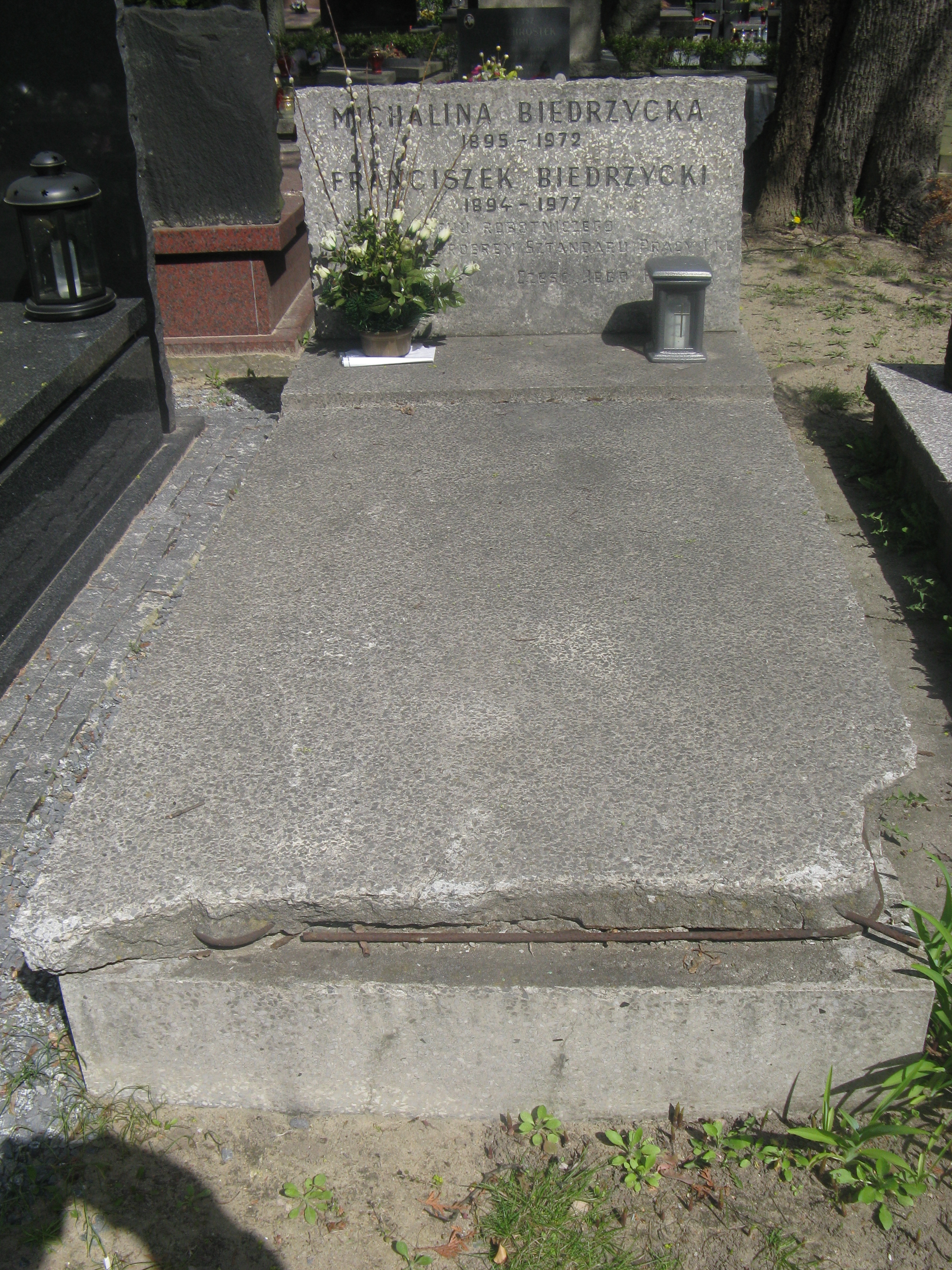
Grób Franciszka Biedrzyckiego na cmentarzu Wojskowym na Powązkach w Warszawie

Franciszek Biedrzycki, ps. Franek, Frankowski, Olek, Życki, Żydek (ur. 1 listopada 1894 w Żyrardowie, zm. 12 maja 1977 w Warszawie) – polski działacz komunistyczny związany z Żyrardowem, w 1924 wiceprezydent miasta, po II wojnie światowej dyrektor naczelny Zakładów Żyrardowskich oraz przewodniczący Miejskiej Rady Narodowej.

## Życiorys
Urodził się w Żyrardowie, w rodzinie robotnika i uczestnika rewolucji w 1905. Pracował jako praktykant w zakładach żyrardowskich, następnie zaś jako robotnik w Grajewie, Łodzi oraz w Warszawie. W latach 1912–1914 należał do PPS-Lewica. W okresie I wojny światowej walczył w armii rosyjskiej. W 1917 wszedł w skład Rady Delegatów Robotniczych i Żołnierskich w Jegoriewsku w guberni riazańskiej. W tym samym roku znalazł się w Kijowie, gdzie podjął pracę w fabryce wyrobów gumowych oraz zaciągnął się do Gwardii Czerwonej. Uczestniczył w walkach z wojskami Symona Petlury.
Po zajęciu Naddnieprza przez wojska niemieckie w 1918 powrócił do Żyrardowa. W listopadzie 1918 znalazł się wśród członków Rady Delegatów Robotniczych w Żyrardowie z ramienia SDKPiL (należał do tej partii od 1917), został wybrany na jej wiceprzewodniczącego. W grudniu 1918 uczestniczył w I Zjeździe Komunistycznej Partii Robotniczej Polski, znalazł się w jej władzach miejskich i okręgowych. Prowadził działalność komunistyczną w miastach dawnego Królestwa Kongresowego oraz Krakowie. W 1923 wyjechał do Belgii, a następnie do Francji, gdzie pracował w charakterze robotnika, a także zaangażował się w działalność związkową oraz komunistyczną (w latach 1923–1928 należał do Francuskiej Partii Komunistycznej). W 1924 w okresie krótkich rządów komunistycznych w mieście został zaocznie wybrany wiceprezydentem Żyrardowa. W 1928 powrócił do kraju i do wybuchu II wojny światowej pracował jako robotnik w Warszawie.
Podczas okupacji niemieckiej prowadził sklep z tekstyliami, zaangażował się również w działalność w PPR (w 1943). Po zakończeniu wojny został pierwszym przewodniczącym Miejskiej Rady Narodowej w Żyrardowie, a także dyrektorem naczelnym zakładów żyrardowskich. Był delegatem na I Zjazd Polskiej Partii Robotniczej oraz pracownikiem aparatu PPR i PZPR. Kierował Wydziałami Komitetów Centralnych tych partii, w KC PZPR był także starszym instruktorem. W 1956 odszedł na emeryturę.
Zmarł w Warszawie, pochowany na cmentarzu Wojskowym na Powązkach (kwatera 31C-4-16).

## Ordery i odznaczenia
- Order Sztandaru Pracy I klasy
- Złoty Krzyż Zasługi (25 czerwca 1946)[3]
- Order Czerwonej Gwiazdy (ZSRR)